# Bulbophyllum papillosofilum
Bulbophyllum papillosofilum là một loài phong lan thuộc chi Bulbophyllum.